# 태인고등학교
태인고등학교(泰仁高等學校)는 대한민국 전북특별자치도 정읍시 태인면 태성리에 있는 사립 고등학교이다.

## 학교 연혁
- 1947년 9월 25일 : 재단법인 태인학원 설립인가
- 1948년 7월 29일 : 학교법인 태인학원으로 정관 변경
- 1951년 5월 1일 : 태인학교 설립 인가
- 1952년 3월 25일 : 태인학교 개교
- 1952년 6월 15일 : 태인고등학교 설립 인가
- 1952년 7월 1일 : 태인고등학교 개교
- 1954년 6월 30일 : 태인중학원 설립인가
- 1978년 3월 1일 : 태인종합고등학교로 교명 변경(승인 1977.9.2.)
- 1978년 3월 1일 : 상업과 신설(승인 1977.9.9.)
- 2001년 6월 28일 : 태인고등학교로 환원(구 태인종합고등학교)
- 2022년 3월 1일 : 제25대 차정숙 교장 취임
- 2024년 2월 7일 : 제71회 졸업식(39명) 7,587명

## 참고 자료
- 태인고등학교 - 한국교육학술정보원 학교알리미